# Serrat de Porredon (Coll de Nargó)
|  | Aquest article tracta sobre el Serrat de Porredon de Coll de Nargó. Vegeu-ne altres significats a «Serrat de Porredon (Lladurs)». |

El Serrat de Porredon és una serra situada al municipi de Coll de Nargó (Alt Urgell), amb una elevació màxima de 1.370 metres.